# Wereldkampioenschappen zwemmen 2022 – 4×200 meter vrije slag vrouwen
De 4×200 meter vrije slag voor vrouwen op de wereldkampioenschappen zwemmen 2022 in Boedapest vond plaats op 22 juni 2022. De acht snelste ploegen in de series kwalificeerden zich voor de finale.

## Records
Voorafgaand aan het toernooi waren dit het wereldrecord en het kampioenschapsrecord.
| Wereldrecord         | China Yang Junxuan Tang Muhan Zhang Yufei Li Bingjie                  | 7.40,33 | Tokio   | 29 juli 2021 |
| Kampioenschapsrecord | Australië Ariarne Titmus Madison Wilson Brianna Throssell Emma McKeon | 7.41,50 | Gwangju | 25 juli 2019 |

## Uitslagen

### Series
| Rang | Serie | Baan | Land                | Namen | Tijd    | Bijz. |
| ---- | ----- | ---- | ------------------- | --- | ------- | ----- |
| 1    | 2     | 5    | Australië           | Leah Neale (1.57,03) Lani Pallister (1.56,86) Brianna Throssell (1.57,23) Kiah Melverton (1.56,49)                  | 7.47,61 | Q     |
| 2    | 2     | 4    | China               | Li Bingjie (1.57,55) Lao Lihui (1.56,91) Ge Chutong (1.57,92) Ai Yanhan (1.56,70)                                   | 7.49,08 | Q     |
| 3    | 1     | 4    | Verenigde Staten    | Alexandra Walsh (1.57,94) Claire Weinstein (1.58,35) Hali Flickinger (1.57,05) Bella Sims (1.55,91)                 | 7.49,25 | Q     |
| 4    | 1     | 5    | Canada              | Mary-Sophie Harvey (1.57,94) Katerine Savard (1.58,41) Rebecca Smith (1.59,03) Taylor Ruck (1.58,21)                | 7.53,59 | Q     |
| 5    | 1     | 3    | Hongarije           | Zsuzsanna Jakabos (2.00,25) Nikolett Pádár (1.57,48) Ajna Késely (1.59,37) Dóra Molnár (1.59,42)                    | 7.56,52 | Q     |
| 6    | 1     | 6    | Brazilië            | Stephanie Balduccini (1.58,64) Giovanna Diamante (1.59,57) Aline Rodrigues (2.00,31) Maria Paula Heitmann (1.59,41) | 7.57,93 | Q     |
| 7    | 2     | 6    | Japan               | Momoka Yoshii (2.01,50) Miyu Namba (1.57,31) Aoi Masuda (1.59,97) Waka Kobori (1.59,89)                             | 7.58,67 | Q     |
| 8    | 2     | 3    | Verenigd Koninkrijk | Freya Anderson (1.59,96) Medi Harris (2.01,91) Freya Colbert (1.59,24) Lucy Hope (1.58,76)                          | 7.59,87 | Q, WD |
| 9    | 1     | 2    | Nieuw-Zeeland       | Erika Fairweather (1.58,88) Eve Thomas (2.00,00) Caitlin Deans (2.03,42) Laura Littlejohn (2.02,57)                 | 8.04,87 | Q     |
| 10   | 2     | 7    | Oostenrijk          | Marlene Kahler (2.01,28) Cornelia Pammer (2.02,23) Lena Kreundl (2.01,16) Lena Opatril (2.03,18)                    | 8.07,85 |       |
| 11   | 2     | 2    | Israël              | Lea Polonsky (2.02,62) Anastasia Gorbenko (1.59,88) Aviv Barzelay (2.04,50) Daria Golovaty (2.01,20)                | 8.08,20 |       |
| 12   | 1     | 7    | Zuid-Korea          | Kim Seo-yeong (1.59,65) Jung Hyun-young (2.04,39) Hur Yeon-kyung (2.06,41) Jo Hyun-ju (2.02,55)                     | 8.13,00 |       |

### Finale
| Rang   | Baan | Land             | Namen | Tijd    | Bijz. |
| ------ | ---- | ---------------- | --- | ------- | ----- |
| Goud   | 3    | Verenigde Staten | Claire Weinstein (1.56,71) Leah Smith (1.56,47) Katie Ledecky (1.53,67) Bella Sims (1.54,60)                        | 7.41,45 | CR    |
| Zilver | 4    | Australië        | Madison Wilson (1.56,74) Leah Neale (1.55,27) Kiah Melverton (1.55,91) Mollie O'Callaghan (1.55,94)                 | 7.43,86 |       |
| Brons  | 6    | Canada           | Summer McIntosh (1.54,79) Kayla Sanchez (1.57,39) Taylor Ruck (1.56,75) Penny Oleksiak (1.55,83)                    | 7.44,76 |       |
| 4      | 5    | China            | Tang Muhan (1.58,10) Li Bingjie (1.56,67) Ai Yanhan (1.56,77) Yang Junxuan (1.54,18)                                | 7.45,72 |       |
| 5      | 2    | Hongarije        | Nikolett Pádár (1.58,01) Dóra Molnár (1.59,76) Ajna Késely (1.59,69) Boglárka Kapás (2.00,44)                       | 7.57,90 |       |
| 6      | 7    | Brazilië         | Stephanie Balduccini (1.59,00) Giovanna Diamante (1.59,37) Aline Rodrigues (2.00,43) Maria Paula Heitmann (1.59,58) | 7.58,38 |       |
| 7      | 8    | Nieuw-Zeeland    | Erika Fairweather (1.58,24) Eve Thomas (1.59,17) Caitlin Deans (2.01,57) Laura Littlejohn (2.00,10)                 | 7.59,08 |       |
| 8      | 1    | Japan            | Momoka Yoshii (2.01,67) Miyu Namba (1.58,52) Aoi Masuda (1.59,70) Waka Kobori (2.00,14)                             | 8.00,03 |       |